# Goichi Hirako
Goichi Hirako (ur. w 1887, zm. w 1967) – japoński lekarz, neuroanatom. 
W 1922 roku został profesorem Uniwersytetu Hokkaido. Od 1929 na Fukuoka University. W 1922 roku w Zurychu u prof. Constantina von Monakowa zajmował się zagadnieniem mielinogenezy.
Po II wojnie światowej postawiono mu zarzut okrutnego traktowania amerykańskich więźniów i przeprowadzania na nich pseudomedycznych eksperymentów.